# Jérémy Leveau
Jérémy Leveau (Argentan, 17 de abril de 1992) es un ciclista francés que debutó como profesional en el año 2014 con el equipo francés Roubaix Lille Métropole en el que permaneció hasta 2017. Desde 2020, hasta su retirada en 2024, corrió para el mismo equipo, denominado Van Rysel-Roubaix, tras pasar dos años en el Delko Marseille Provence.

## Palmarés
2017
- 3.º en el Campeonato de Francia en Ruta

## Equipos
- Roubaix Lille Métropole (2014-2017)[2]
- Delko Marseille Provence[3] (2018-2019)
  - Delko Marseille Provence KTM (2018)
  - Delko Marseille Provence (2019)
- Roubaix[4] (2020-2024)
  - Natura4Ever-Roubaix Lille Métropole (2020)
  - Xelliss-Roubaix Lille Métropole (2021)
  - Go Sport-Roubaix Lille Métropole (2022-2023)[5]
  - Van Rysel-Roubaix Lille Métropole (2023)[6]
  - Van Rysel-Roubaix (2024)